# Kluane/Wrangell-St. Elias/Bahía de los Glaciares/Tatshenshini-Alsek
Kluane / Wrangell-St Elias / Glacier Bay / Tatshenshini-Alsek es un sistema transfronterizo de parques situado en Canadá y los Estados Unidos de América, en la frontera de Alaska, el Yukón y la Columbia Británica.
Fue declarado Patrimonio de la Humanidad por la Unesco en 1979 por sus espectaculares paisajes glaciares, por sus campos de hielo y por su importancia como hábitat para el oso grizzly, el caribú y el muflón de Dall, y ampliado sucesivamente en 1992 y 1994.

## Sistema de parques
En el sureste de Alaska, en la Columbia Británica y en el Yukón, se ha inscrito un enorme complejo de parques como un único sitio conjunto estadounidense-canadiense del Patrimonio Mundial. Los dos sitios estadounidenses son parques nacionales: el Parque Nacional y Reserva de la Bahía de los Glaciares y el Parque Nacional y Reserva de Wrangell-San Elías. El complejo protege casi 10 millones de hectáreas de tierras y aguas salvajes. Los espacios naturales de la Bahía de los Glaciares ofrecen un espectacular conjunto de glaciares de marea, cordilleras nevadas, costas oceánicas, fiordos profundos y ríos y lagos de agua dulce. Este enorme paisaje terrestre y marino alberga un diverso mosaico de comunidades vegetales y una amplia variedad de fauna marina y terrestre, como ballenas jorobadas, osos pardos, lobos, caribúes y carneros de Dall.
El parque nacional Kluane, incluido en la declaración original de 1979, está situado en el extremo suroeste del Territorio del Yukón. Fue creado en 1976 y tiene una extensión de 22.016 kilómetros cuadrados. El parque contiene la montaña más alta de Canadá, el monte Logan, de 5.959 metros de altitud. Montabñas y glaciares cubren el 82% de la superficie del parque. Alberga más de cien especies de aves, entre las que se cuentan el lagópodo alpino (Lagopus muta), el águila real (Aquila chrysaetos) y el pigargo cabeciblanco (Haliaeetus leucocephalus).
El parque nacional y reserva Wrangell-San Elías, en el sur de Alaska, fue establecido en  1980. Es una reserva de la biosfera. Es el parque nacional más grande de los Estados Unidos, con una extensión de 53.321 kilómetros cuadrados. Contiene el segundo pico más alto de los Estados Unidos, el monte San Elías, de 5.489 metros de altitud.
El parque nacional y reserva de la Bahía de los Glaciares, en el sur de Alaska, fue incorporado al Patrimonio de la Humanidad en 1992. Ocupa una ext9n8ensión de 13.287 kilómetros cuadrados.
El parque natural provincial Tatshenshini-Alsek, en el noroeste de la Columbia Británica, fue creado en 1993 e incorporado al Patrimonio de la Humanidad en 1994. Tiene una extensión de 9.580 kilómetjlros cuadrados.

## Características
Los parques que componen este Patrimonio Mundial siguen siendo tectónicamente activos y muestran algunos de los mejores ejemplos de modificación del paisaje por la formación y el movimiento de los glaciares y los campos de hielo. Estos parques presentan una actividad continua de construcción de montañas y contienen ejemplos sobresalientes de grandes cambios geológicos y glaciares. Más de 200 glaciares en la meseta central cubierta de hielo se combinan para formar algunos de los glaciares más grandes y largos del mundo, varios de los cuales se extienden hasta el mar. Este tesoro transfronterizo ofrece oportunidades inmejorables para estudiar los procesos geológicos más fundamentales de la Tierra y sirve de centro para que investigadores de múltiples disciplinas trabajen juntos. Lo que los científicos aprenden aquí puede predecir algún día cambios en la región y en el mundo.
La naturaleza marina ofrece un conjunto espectacular de glaciares de marea, cordilleras nevadas, costas oceánicas, fiordos profundos y ríos y lagos de agua dulce. Además, este diverso paisaje terrestre y marino alberga un mosaico de comunidades vegetales y una gran variedad de fauna marina y terrestre. Aquí se pueden ver algunos de los glaciares más largos y espectaculares del mundo.

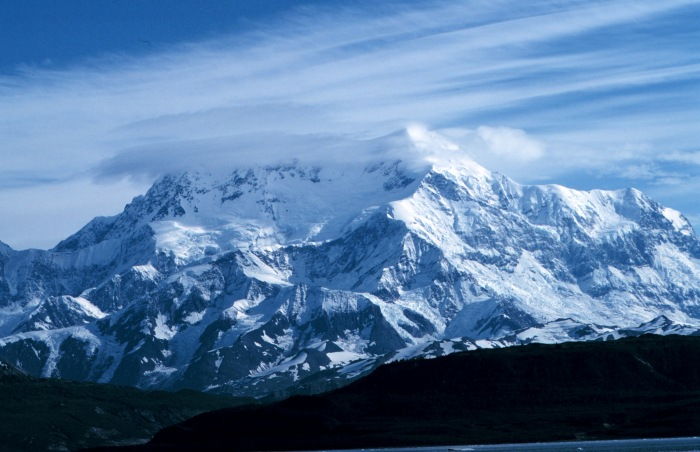
Cumbre nevada del Monte San Elías, segunda montaña más alta de Canadá y Estados Unidos. Parte del parque nacional y reserva Wrangell-San Elías lado americano y del parque nacional Kluane lado canadiense.

Desde el siglo XIX, científicos, buscadores de oro, exploradores y geógrafos gubernamentales han documentado lo que descubrieron en la Bahía de los Glaciares. Sin embargo, la actividad humana en la región se remonta a mucho antes, a más de 9000 años. Cuando los europeos llegaron a la Bahía de los Glaciares en el siglo XVIII, los tlingit eran la población nativa dominante en la región. Habían ocupado la zona de la bahía de Dundas durante más de 800 años. Los guías tlingit ayudaron a John Muir cuando visitó la Bahía de los Glaciares en 1879. Los escritos de Muir contribuyeron a que la Bahía de los Glaciares se convirtiera en una popular atracción turística y en el centro de muchas investigaciones científicas entre finales de la década de 1880 y 1890. Las pruebas arqueológicas en la Reserva Nacional de Wrangell-San Elías, cerca del límite norte de la Bahía de los Glaciares, indican una ocupación humana continua de la zona que se remonta a la época en que la población nativa ahtna se asentó en la Cuenca del Cobre del parque, hace unos 1.000 años.
El Parque Nacional y la Reserva de la Bahía de los Glaciares es una tierra de impresionantes paisajes, costas vírgenes, montañas, glaciares, fiordos e incluso bosques húmedos templados. Los visitantes llegan en avión o a bordo de cruceros y una variedad de barcos turísticos más pequeños. Las únicas instalaciones para visitantes del parque se encuentran en la zona de Bartlett Cove, incluyendo el Glacier Bay Lodge, el Centro de Visitantes del Parque, la Estación de Información para Visitantes, las exposiciones y la sede del Parque. Hay senderos, un muelle público, alquileres de kayak y una zona de acampada para ayudar a los visitantes a explorar la naturaleza. Los guardas del parque ofrecen actividades guiadas con regularidad y también suben a bordo de cruceros y barcos turísticos para presentar información.

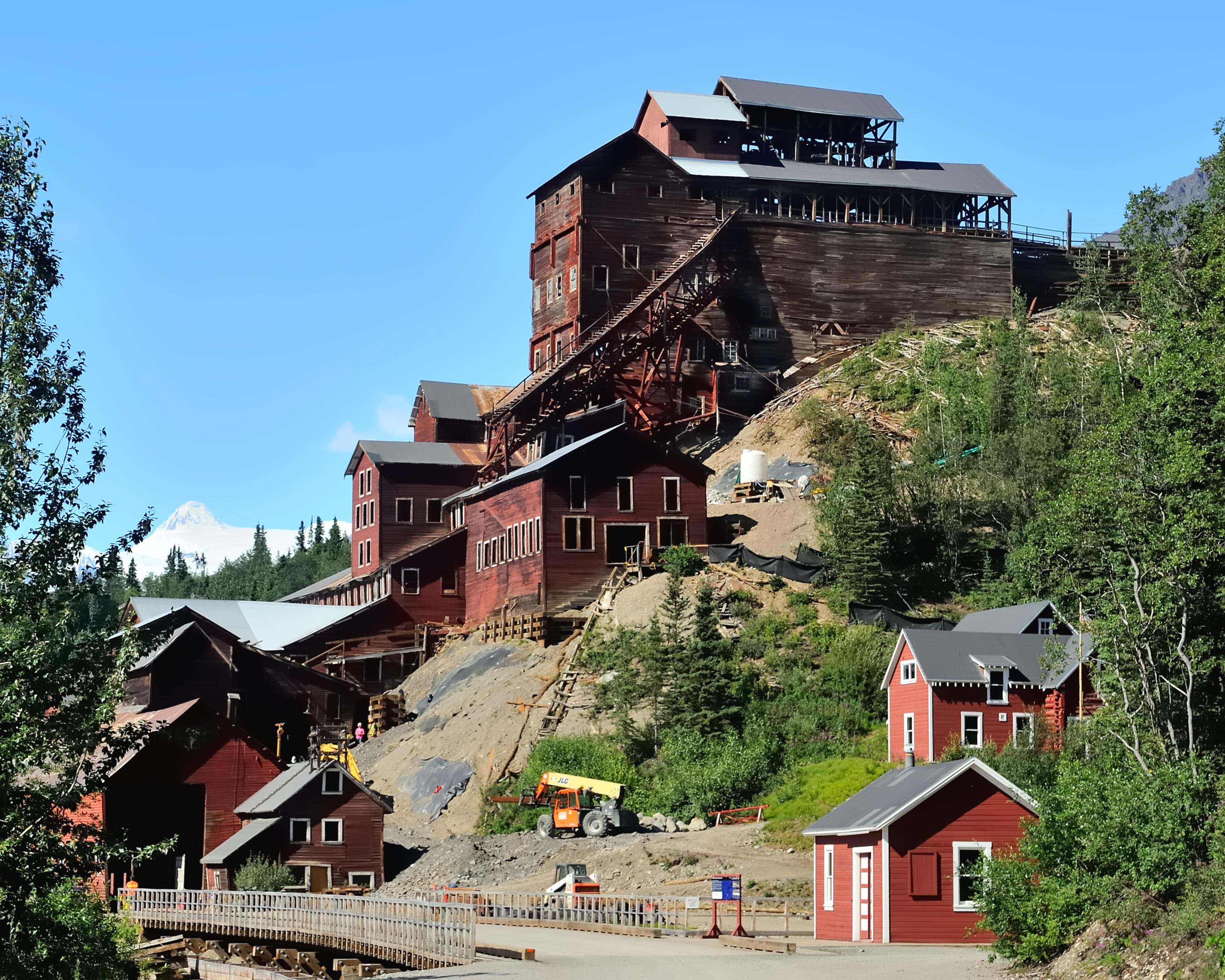
Minas históricas de Kennecott en el Parque Nacional y Reserva de Wrangell-San Elías.

El Parque Nacional y Reserva de Wrangell-San Elías es el mayor parque nacional de Estados Unidos, con más de 5,2 millones de hectáreas. Los visitantes pueden disfrutar de una vasta naturaleza escénica con imponentes montañas, enormes glaciares y caudalosos ríos alimentados por el hielo. El parque contiene ecosistemas enteros e intactos, con milenios de antigüedad. Los visitantes también pueden adentrarse en la rica historia de la zona en las minas de Kennecott, un monumento histórico nacional inscrito en el Registro Nacional de Lugares Históricos, o pasar por el histórico pueblo de Chitina, que incluye una oficina de correos, servicios de reparación de neumáticos, una cafetería y diversas opciones de alojamiento. Kennecott se considera el mejor ejemplo que queda de la minería del cobre de principios del siglo XX, con sus minas históricas y el pueblo del establecimiento donde se procesaba el mineral. El monumento histórico nacional de las minas de Kennecott incluye los terrenos y las concesiones mineras que constituyeron la base de la Kennecott Copper Corporation, que posteriormente se convirtió en la Kennecott Minerals Company. Entre 1911 y 1938 se procesó cobre por valor de casi 200 millones de dólares.

## Geología

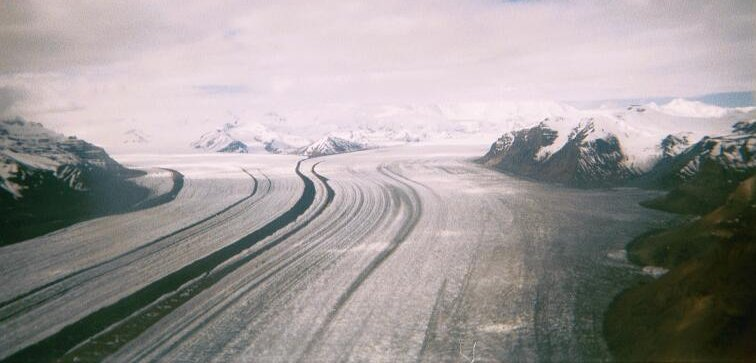
Glaciar Nabesna.

La parte sur de Alaska está compuesta por una serie de terrenos que han sido empujados contra la masa continental de América del Norte por la acción de la tectónica de placas. La Placa del Pacífico se mueve hacia el noroeste en relación con la Placa de América del Norte a aproximadamente 2 pulgadas (5,1 cm) a 2,5 pulgadas (6,4 cm) por año, encuentro con la masa continental en el Golfo de Alaska. La Placa del Pacífico subductos bajo la masa continental de Alaska, comprimiendo las rocas continentales y dando lugar a una serie de cadenas montañosas. Los terrenos o arcos de islas transportados sobre la superficie de la Placa del Pacífico se transportan contra la masa continental de Alaska y se comprimen y pliegan, pero no se transportan completamente hacia el interior de la Tierra. Como resultado, una serie de terrenos, conocidos colectivamente como el terreno compuesto Wrangellia, han sido empujados contra la costa sur de Alaska, seguidos por el terreno compuesto Southern Margin al sur del sistema de fallas Border Ranges. Un subproducto del proceso de subducción es la formación de volcanes a cierta distancia tierra adentro de la zona de subducción. En la actualidad, Yakutat Terrane está siendo empujado bajo material de densidad similar, lo que resulta en un levantamiento y una combinación de acreción y subducción. Casi toda Alaska está compuesta por una serie de terrenos que han sido empujados hacia América del Norte. La región costera es sísmicamente activa con frecuentes grandes terremotos. Se produjeron grandes terremotos en 1899 (cuatro de magnitud 7 y 8) y 1958 (7,7), seguidos por el terremoto de Alaska de 1964 (9,2). El terremoto de St. Elias de 1979 alcanzó una magnitud de 7,9.
Se han documentado seis terrenos y un cinturón sedimentario en Wrangell-St. Elías. De norte a sur, y del más antiguo al más joven, son Windy o Yukon-Tanana (hace 180 millones de años), Gravina-Nutzotin Belt (120 millones de años), Wrangellia, Alexander, Chugach (previamente reunidos en otros lugares, luego acrecentados como el compuesto de Wrangellia). terrane 110-67 MYa), Prince William (50 MYa) y terranes Yakutat (a partir de 26 MYa). Las rocas wrangellianas incluyen rocas sedimentarias fosilíferas intercaladas con rocas volcánicas.
La costa de Alaska alcanzó una configuración aproximada a la actual hace unos 50 millones de años, con la subducción completa de la ahora desaparecida Placa de Kula bajo Norteamérica. La subducción actual de la Placa del Pacífico en el sur de Alaska lleva produciéndose unos 26 millones de años. Los volcanes más antiguos del Parque Nacional y Reserva de Wrangell-San Elías tienen unos 26 millones de años y se encuentran cerca de la frontera entre Alaska y el territorio de Yukón, en la cordillera de San Elías.  La actividad se ha desplazado hacia el norte y el oeste de esa zona.

### Actividad volcánica

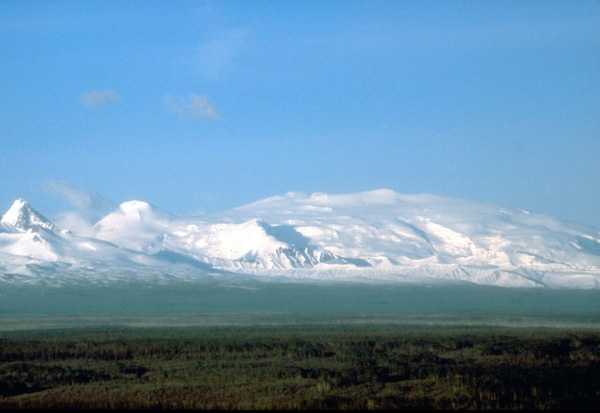
Monte Wrangell.

La mayoría de los volcanes del campo volcánico de Wrangell se encuentran en el extremo occidental de las montañas Wrangell. Los volcanes occidentales de Wrangell son inusuales para los volcanes relacionados con la subducción, en su naturaleza generalmente no explosiva. La mayoría de los volcanes son volcanes en escudo inusualmente grandes que alcanzaron su tamaño actual rápidamente a partir de voluminosos flujos de lavas de andesita que entraron en erupción desde múltiples centros. Su crecimiento está asociado a la llegada de la terrane Yakutat, con una actividad considerable hasta hace unos 200.000 años, cuando el movimiento a lo largo de las fallas Denali-Totchunda y Fairweather comenzó a acomodar parte del movimiento de la placa del Pacífico. Por este motivo, en la actualidad se considera improbable que se produzcan flujos magmáticos muy grandes. La mayoría de los volcanes de Wrangell son volcanes en escudo con grandes calderas de colapso en sus cumbres. Todos, excepto el monte Wrangell, han sido modificados por los glaciares hasta alcanzar un relieve más agudo y escarpado que las formas suaves y redondeadas que caracterizan a los volcanes en escudo jóvenes. Los volcanes en escudo están rodeados de conos de cenizas que se formaron después del volcán principal.

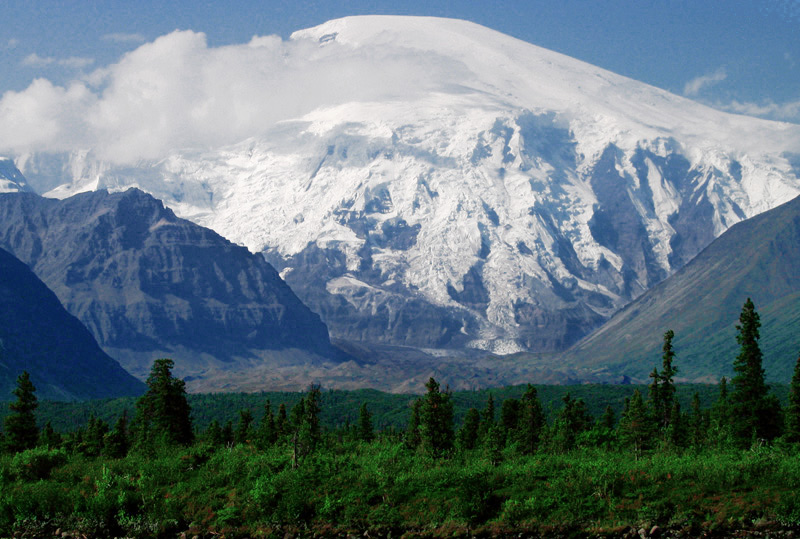
Monte Sanford.

Las diez cumbres más altas de las montañas Wrangell son todas de origen volcánico, y varias se encuentran entre los volcanes más voluminosos del mundo. El monte Wrangell es el único volcán de Wrangell considerado activo. Wrangell mide 14 163 pies (4316,9 m) de altura. Fue construido por una serie de grandes flujos de lava de 600.000 a 200.000 años atrás. Se registraron tres episodios eruptivos relativamente modestos en 1784, 1884-85 y 1900. El domo, de pendiente suave, presenta una caldera en la cima llena de hielo que mide 3,6 millas (5,8 km) por 2,5 millas (4 km). Tres cráteres que contienen fumarolas producen un penacho de vapor que puede ser visible en días tranquilos y despejados. La cumbre produce ocasionalmente erupciones freáticas que pueden cubrir el hielo con ceniza. Durante la década de 1980, el flujo de calor de la cumbre fue suficiente para derretir 100 millones de m3 de hielo y formar un pequeño lago en el cráter. Esa actividad ha remitido desde 1986 y desde entonces se ha acumulado hielo. Se calcula que la última gran erupción de magma de Wrangell tuvo lugar hace entre 50.000 y 100.000 años. Se calcula que la caldera de la cumbre se derrumbó hace entre 200.000 y 50.000 años. 13 009 pies (3965,1 m) El monte Zanetti es un gran cono de ceniza en el flanco noroeste de Wrangell, cuya antigüedad se estima en menos de 25.000 años.
El monte Drum es el volcán más occidental de Wrangell. 12 010 pies (3660,6 m) de altura, domina el paisaje local más que montañas mucho más altas. El monte Drum es un volcán en escudo o un estratovolcán que ha sido muy erosionado por la actividad glaciar, precedida por una actividad explosiva hace unos 250.000-150.000 años que destruyó una cumbre que pudo haber medido una vez 14 000 a 16 000 pies (4267,2 a 4876,8 m). Estas erupciones generaron extensos flujos de lodo y representan la última actividad del monte Drum. Mount Drum apoya al menos once glaciares que fluyen desde su campo de hielo summit.

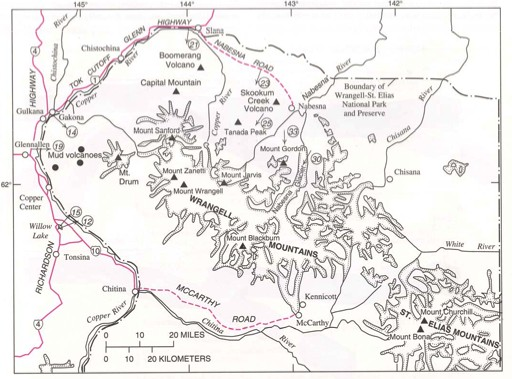
Los volcanes de las montañas Wrangell

El monte Sanford es el más alto de los volcanes occidentales de Wrangell con 16 237 pies (4949,0 m), el decimotercer pico más alto de Norteamérica. Es un complejo volcán en escudo que se formó por primera vez hace unos 900.000 años. Se calcula que la última erupción tuvo lugar hace entre 320.000 y 100.000 años. Al igual que Drum, Sanford tiene un gran campo de hielo por encima de 8000 pies (2438,4 m) que alimenta una serie de glaciares. Capital Mountain se encuentra cerca del monte Sanford, pero es mucho más pequeño con 7731 pies (2356,4 m) de altura. Es un volcán en escudo, de unos 10 millas (16,1 km) de diámetro. Su cima se ha derrumbado formando una caldera de unos 2,5 millas (4 km) de diámetro. Su última actividad fue hace aproximadamente un millón de años, y ha sido profundamente erosionada por la actividad glaciar. Tanada Peak es un vecino más antiguo y más grande de la Montaña Capital, 9358 pies (2852,3 m) de altura con un 4 millas (6,4 km) por 5 millas (8 km) caldera cumbre. El volcán en escudo entró en erupción por última vez hace 900.000 años y ha sido diseccionado por glaciares. El volcán Skookum Creek es un centro volcánico que ha sido fuertemente erosionado. Estuvo activo entre hace 3,2 millones y 2 millones de años. 7125 pies (2171,7 m) de altura en su punto más alto, el antiguo volcán en escudo ha sido gravemente erosionado. Su caldera está rodeada por una serie de domos de dacita y riolita. El monte Jarvis es un volcán en escudo. 13 421 pies (4090,7 m) de altura, con una o más calderas cimeras indistintas. Está cubierto de hielo y entró en erupción hace entre 1,7 millones y 1 millones de años. Monte Blackburn es, con 16 390 pies (4995,7 m), el punto más alto de los Wrangells, el 12.º pico más alto de Norteamérica y el volcán más antiguo de la cordillera. Es un volcán en escudo con una caldera rellena que estuvo activo hace entre 4,2 millones y 3,4 millones de años. El monte Blackburn está cubierto de hielo y es el origen del glaciar Kennicott y del glaciar Nabesna, entre otros. El volcán Boomerang es un volcán en escudo muy pequeño, que sólo se eleva 3949 pies (1203,7 m). Tiene al menos un millón de años y está recubierto por depósitos de Capital Mountain. Mount Gordon es un cono de ceniza, uno de los más grandes de los Wrangells con 9040 pies (2755,4 m).
Varias fuentes termales o volcán de lodoes en las proximidades del monte Drum producen agua salobre caliente cargada de dióxido de carbono. Las más grandes se llaman Shrub, Upper Klawasi y Lower Klawasi. Sus depósitos de lodo alterado hidrotermalmente han construido conos 150 a 300 pies (45,7 a 91,4 m) de altura y 8000 pies (2438,4 m) de diámetro.
Los principales volcanes de la cordillera de San Elías son el monte Bona y el monte Churchill. Con 16 421 pies (5005,1 m) y 15 638 pies (4766,5 m), respectivamente, son el volcán más alto y el cuarto más alto de Estados Unidos y el cuarto y el séptimo más altos de Norteamérica, y Bona es el décimo pico más alto de cualquier tipo en Norteamérica. Churchill es a menudo considerado como un pico subsidiario de Bona. Ambos son estratovolcanes cubiertos de hielo. Churchill es la fuente del White River Ash. Entró en erupción alrededor del año 100 dC y 700 dC, esparciendo ceniza por gran parte de Alaska y el noroeste de Canadá.

### Glaciares y campos de hielo

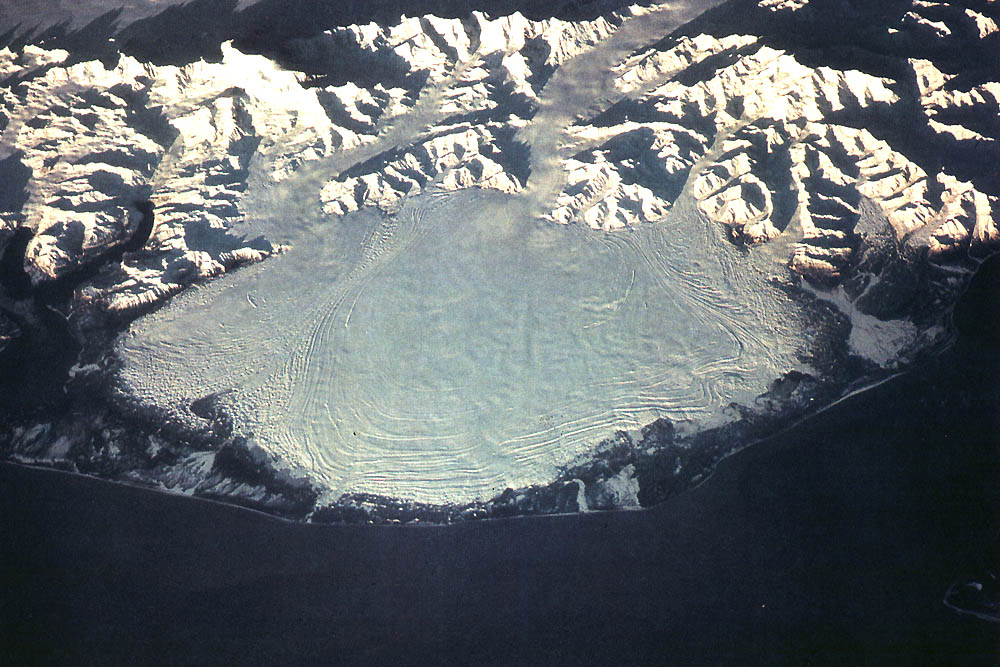
Glaciar Malaspina desde el espacio

Las cordilleras de Wrangell-San Elías concentran el 60% del hielo glaciar de Alaska, con una superficie de más de 1700 millas cuadradas (4403,0 km²). Los glaciares han avanzado y retrocedido repetidamente, llegando hasta el mar y llenando el valle del río Copper. Un dique glaciar en el valle retuvo el lago Atna durante la glaciación de Wisconsin. El drenaje del lago ha socavado el lecho del río hasta el lecho rocoso por encima del río Bremner. Varias características son particularmente notables. El glaciar Malaspina es el mayor glaciar de piedemonte de Norteamérica, el glaciar Hubbard es, con 75 millas (120,7 km), el glaciar de marea más largo de Alaska, y el glaciar Nabesna es el glaciar de valle más largo del mundo, con más de 53 millas (85,3 km). 
Los glaciares de Wrangell-San Elías están en retroceso en su mayor parte. El campo de hielo Bagley se ha adelgazado y sus glaciares han retrocedido, incluidas partes que alimentan el glaciar Malaspina, que está estancado o en retroceso. Los lóbulos oeste y este del Malaspina llenaron Icy Bay y Yakutat Bay, respectivamente, hace unos 1000 años, y los glaciares Guyot, Yahtse y Tyndall se han retirado individualmente en la cabecera de Icy Bay.  Sin embargo, el glaciar Hubbard avanzó a partir de 1894, cerrando el fiordo Russell.

### Minerales
En Wrangell-San Elías se desarrollaron cinco importantes distritos mineros durante el apogeo de la minería entre los años 1890 y 1960. En 1901 se encontró oro en el distrito de Bremner y en la zona de Nizina, cerca de Kennecott. La mayor parte del oro de estas zonas era placer, obtenido mediante minería hidráulica. Junto con el oro se encontraron pepitas de cobre, que normalmente se descartaban por no ser rentable su transporte hasta que se mejoraron las carreteras de la zona. En el distrito de Chisana se produjeron otros hallazgos de oro, con una pequeña estampida de mineros a la zona entre 1913 y 1917. Durante la década de 1930 se extrajo mineral de veta en el distrito de Nabesna.
La principal fuente de cobre era la veta Kennecott, junto al glaciar Kennicott. Cuando se descubrió por primera vez, el mineral de sulfuro de cobre contenía un 70% de cobre, uno de los más ricos jamás encontrados. La producción total ascendió a más de 536.000 toneladas métricas de cobre y unas 100 toneladas métricas de plata. Una vez agotado el mineral de calcosina, las minas explotaron depósitos de malaquita y azurita incrustados en dolomita alterada hidrotermalmente. Se cree que el cobre se disolvió en agua caliente que se desplazaba a través de la Nikolai Greenstone, rica en cobre, y luego se redepositó en forma concentrada en la caliza Chitistone mediante reacción con aguas ricas en sulfuros de la caliza.  Se investigaron y prospectaron otros yacimientos en el lado sur de Wrangells, y algunos incluso produjeron pequeñas cantidades de mineral, pero ninguno se explotó comercialmente. En la década de 1970 se investigaron grandes yacimientos de níquel y molibdeno, aunque de baja ley.